# Steinbach (Main, Ebelsbach)
Der Steinbach ist ein rechter Zufluss des Mains bei Ebelsbach in den Haßbergen.

## Verlauf
Der Steinbach entspringt südlich von Bischofsheim an der Kreisstraße 14. Er fließt in südöstliche Richtung nach Steinbach. Dort unterquert er die Bundesstraße 26 sowie die Bahnstrecke Bamberg–Rottendorf und mündet dann unterhalb der Staustufe Limbach in den Main.